# Centrolepidaceae
Famille
Classification APG III (2009)
La famille des Centrolépidacées regroupe des plantes monocotylédones ; elle comprend une quarantaine d'espèces réparties entre 3 et 5 genres.
Ce sont des plantes à fleurs herbacées (ou à l'aspect de mousses) des zones tempérées à tropicales de l'Asie du Sud-Est et de l'Australasie. On trouve Gaimardia aussi dans l'Amérique du Sud.
La famille classification classique de Cronquist (1981) plaçait la famille dans les Restionales. La classification phylogénétique APG II (2003) et la classification phylogénétique APG III (2009) situent cette famille dans l'ordre des Poales. Toujours au sein des Poales, la classification phylogénétique APG IV (2016) replace les espèces dans la famille des Restionaceae.

## Étymologie
Le nom vient du genre Centrolepis qui vient de centr (aiguille, épine, éperon) et lepis (écaille) pour qualifier la structure des inflorescences  enfermées dans une paire de bractées munies de pointes en forme de feuilles.

## Liste des genres
Selon DELTA Angio (20 avr. 2010) :
- genre Aphelia (en) R.Br.
- genre Brizula (en) Hieron.
- genre Centrolepis (en) Labill.
- genre Gaimardia (en) Gaudich.
- genre Pseudalepyrum (en) = Centrolepis

Selon World Checklist of Selected Plant Families (WCSP) (20 avr. 2010) :
- genre Aphelia (en)  R.Br. (1810)
- genre Centrolepis  Labill. (1804)
- genre Gaimardia  Gaudich. (1829)

Selon Angiosperm Phylogeny Website (18 mai 2010) :
- genre Aphelia (en) R.Br.
- genre Brizula Hieron.
- genre Centrolepis Labill.
- genre Gaimardia Gaudich.

Selon NCBI (20 avr. 2010) :
- genre Aphelia (en)
- genre Centrolepis
- genre Gaimardia

## Liste des espèces
Selon World Checklist of Selected Plant Families (WCSP) (20 avr. 2010) :
- genre Aphelia  R.Br. (1810)
  - Aphelia brizula  F.Muell. (1866)
  - Aphelia cyperoides  R.Br. (1810)
  - Aphelia drummondii  (Hieron.) Benth. (1878)
  - Aphelia gracilis  Sond. (1856)
  - Aphelia nutans  Hook.f. ex Benth. (1878)
  - Aphelia pumilio  F.Muell. ex Sond. (1856)
- genre Centrolepis  Labill. (1804)
  - Centrolepis alepyroides  (Nees) Walp. (1849)
  - Centrolepis aristata  (R.Br.) Roem. & Schult. (1817)
  - Centrolepis banksii  (R.Br.) Roem. & Schult. (1817)
  - Centrolepis caespitosa  D.A.Cooke (1980)
  - Centrolepis cambodiana  Hance (1876)
  - Centrolepis cephaloformis  Reader (1902)
  - Centrolepis ciliata  (Hook.f.) Druce (1917)
  - Centrolepis curta  D.A.Cooke (1992)
  - Centrolepis drummondiana  (Nees) Walp. (1849)
  - Centrolepis eremica  D.A.Cooke (1986)
  - Centrolepis exserta  (R.Br.) Roem. & Schult. (1817)
  - Centrolepis fascicularis  Labill. (1804)
  - Centrolepis glabra  (F.Muell.) Hieron. (1873)
  - Centrolepis humillima  F.Muell. ex Benth. (1878)
  - Centrolepis inconspicua  W.Fitzg. (1904)
  - Centrolepis minima  Kirk (1892)
  - Centrolepis monogyna  (Hook.f.) Benth. (1878)
  - Centrolepis muscoides  (Hook.f.) Hieron. (1873)
  - Centrolepis mutica  (R.Br.) Hieron. (1873)
  - Centrolepis pallida  (Hook.f.) Cheeseman (1906)
  - Centrolepis pedderensis  W.M.Curtis (1985)
  - Centrolepis philippinensis  Merr., Philipp. J. Sci. (1907)
  - Centrolepis pilosa  Hieron. (1873)
  - Centrolepis polygyna  (R.Br.) Hieron. (1873)
  - Centrolepis strigosa  (R.Br.) Roem. & Schult. (1817)
- genre Gaimardia  Gaudich. (1829)
  - Gaimardia amblyphylla  W.M.Curtis (1985)
  - Gaimardia australis  Gaudich. (1829)
  - Gaimardia fitzgeraldii  F.Muell. & Rodw. (1903)
  - Gaimardia setacea  Hook.f. (1853)

Selon NCBI (20 avr. 2010) :
- genre Aphelia
  - Aphelia brizula
  - Aphelia cyperoides
- genre Centrolepis
  - Centrolepis aristata
  - Centrolepis fascicularis
  - Centrolepis monogyna
  - Centrolepis pilosa
  - Centrolepis strigosa
- genre Gaimardia
  - Gaimardia fitzgeraldii
  - Gaimardia setacea